# Perisyntrocha
Perisyntrocha is een geslacht van vlinders van de familie van de grasmotten (Crambidae). De wetenschappelijke naam van dit geslacht is voor het eerst voorgesteld door Edward Meyrick in een publicatie uit 1894.

## Soorten
- P. alienalis (Walker, 1866)
- P. anialis (Walker, 1859)
- P. ossealis Hampson, 1896
- P. suffusa Kenrick, 1912